# Jef Turf

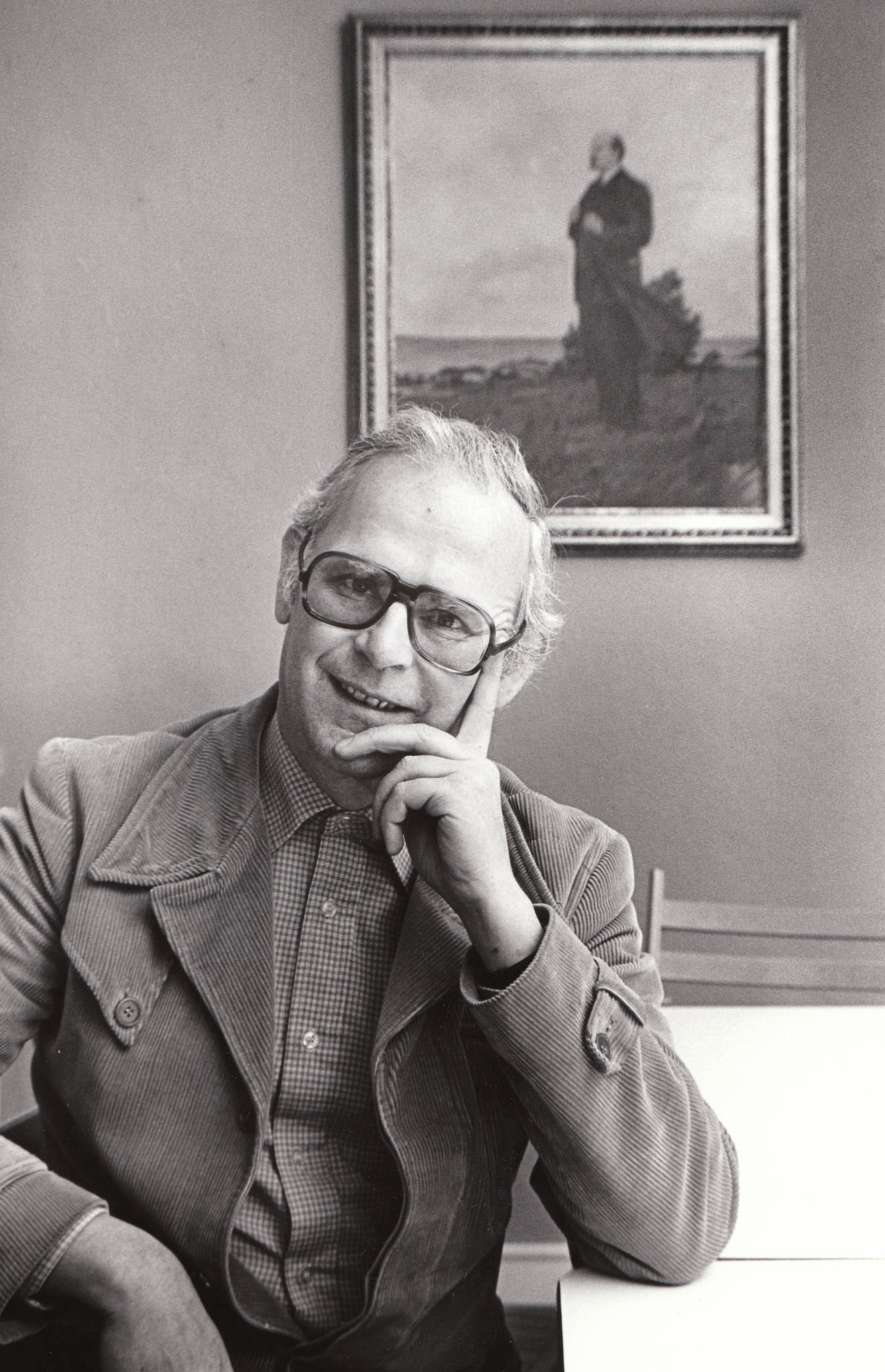
Jef Turf ten tijde van de KP.

Jef Turf (Mechelen, 12 maart 1932 – Gent, 12 oktober 2022) was een Belgisch communist en links-flamingant. 
Turf, die van opleiding kernfysicus was, werd in 1963 lid van de Kommunistische Partij van België en werd vanaf 1968 de voorzitter langs Vlaamse kant. Ook werd hij politiek directeur van het partijblad De Rode Vaan. In de jaren '70 gold hij als een voorstander van het eurocommunisme. Turf vulde dit vooral in als een hernieuwingsbeweging binnen het marxisme die minder wou focussen op abstracte theorie en meer op massamobilisatie, vertrekkend vanuit concrete, alledaagse verbeteringen in de toestand van arbeiders. Toch was zijn band met de bredere eurocommunistische stroming ambigu. In tegenstelling tot de Franse, Italiaanse en Spaanse communisten wouden Turf en de KP zich minder drastisch afkeren van het Sovjetmodel en bleven ze ook kritischer staan tegenover de vorming van een West-Europees machtsblok, zoals duidelijk naar voren kwam in Turfs polemische discussie met Santiago Carrillo. Hij beschreef het Zuid-Europese eurocommunisme toen als een kapitalistisch offensief om "de internationale kommunistische beweging te breken".
Later kwam Turf in conflict met de leiding van de KP. Dit conflict kwam vooral in stroomversnelling na de verkiezingsnederlaag van de KP in 1981. De partij besloot toen om zich te distantiëren van de eurocommunistische principes en aan interne eenmaking op basis van duidelijke standpunten te doen. Turf werd ontheven van de meeste van zijn functies op het partijcongres van 1982. In de jaren die volgden, kon hij echter nog steeds invloed uitoefenen via de Rode Vaan en de Vlaamse Gewestraad. Dit leidde ertoe dat hij steeds openlijker kritiek begon te leveren op de partijleiding. De partij zag dit als strijdig met het democratisch centralisme en Turf werd in 1988 buitengezet.
Turf lag aan de basis van het Frans Masereelfonds en het Vlaams Marxistisch Tijdschrift. Later werd hij journalist voor het persbureau Belga. Hij was lid van de Gravensteengroep en de denktank Res Publica. In 1998 publiceerde hij Het verval. Sleutelnovelle. In 2012 bracht hij zijn memoires uit: Memoires: Van kernfysicus tot Vlaams communist.
Hij is de vader van Jan Turf die eerst woordvoerder van Greenpeace was, later beleidscoördinator van de Bond Beter Leefmilieu.
Turf geloofde dat links moest aansturen op "een toenadering tussen de traditionele Vlaamse Beweging en de arbeidersbeweging". Dit maakte hem in zijn KP-periode een drijvende kracht achter de federalisering van de partij. Hij gaf in zijn laatste jaren zelfs aan op de rechtse N-VA te stemmen vanwege zijn separatistische ideeën, al wou hij tegelijk "strijden voor een sociale invulling" van Vlaanderen. Turf overleed in 2022 op 90-jarige leeftijd.